# Jo-Wilfried Tsonga
Jo-Wilfried Tsonga (Le Mans, 1985. április 17. –) olimpiai ezüstérmes francia hivatásos teniszező. Édesanyja francia, édesapja kongói származású. Van egy unokatestvére, Charles N'Zogbia, aki a Wigan Athleticben futballozik, középpályás. A világranglistán elfoglalt 9. helyével jelenleg ő a legmagasabban rangsorolt francia férfi teniszező. Tsonga a 2008-as Australian Openen szerzett hírnevet magának, amikor nem kiemeltként bejutott a döntőbe úgy, hogy az elődöntőben a világranglista 2. helyén álló Rafael Nadalt búcsúztatta. A döntőben Novak Đoković ellen négyszettes mérkőzésen szenvedett vereséget. Pályafutása során eddig öt ATP-címet szerzett.

## Személyes
Jo-Wilfried Tsonga 1985. április 17-én született a 24 órás autóversenyeiről ismert Le Mans-ban. Édesapja, a kongói származású Didier Tsonga korábban profi kézilabdázó volt, jelenleg kémiatanár. Édesanyja, Evelyne szintén tanár. Két testvére van: nővére Sasha, és öccse Enzo, aki junior korú kosárlabdázó.
La Rippe-ben, Svájcban él, edzője Eric Winogradsky, korábbi francia teniszező.
Fiatalkora óta szoros barátságot ápol honfitársával, a szintén profi teniszező Gaël Monfilsszal.

## A teniszkarrier kezdete

### Az első évek
Tsongát hétéves korában édesapja ismertette meg a tenisszel, és első edzéseit is ő irányította. Később több különböző klubban is teniszezett, köztük Université du Maine teniszklubjában és a Coulaines Tennis Club-ban. 1998-ban, 13 éves korában a poitiers-i Sport Akadémiához igazolt, ahol két évig Patrick Labazuy keze alatt dolgozott. Miután 1999-ben megnyerte a francia bajnokságot a 13-14 évesek korosztályában, a továbbfejlődés érdekében csatlakozott a Francia Nemzeti Sport Akadémiához (INSEP).
2002-ben csatlakozott a Roland Garros Nemzeti Edzőközpontjához (CNE), ahol karrierje hirtelen elkezdett felfelé ívelni. Az év elején bejutott az Ausztrál Open juniorversenyének elődöntőjébe, majd augusztusban megszerezte élete első tornagyőzelmét a juniorok között, a Canadian Openen.
2003-ban az Ausztrál Open mellett már a Roland Garroson és Wimbledonban is elődöntőt játszott, majd az év utolsó Grand Slam-tornáján, a US Openen győzni tudott, a döntőben a világelső Márkosz Pagdatíszt legyőzve (7-6(4), 6-3). Novemberben újabb tornagyőzelmet aratott Luxembourgban, amivel az év végére egészen a 2. helyig kapaszkodott fel a junior-világranglistán.
Már 2001-ben elindult első Futures versenyén Bagnères-de-Bigorre-ban, ahol rögtön az elődöntőig jutott, majd a következő két évben rendszeresen versenyzett ITF-tornákon, ahol többnyire a negyed–, illetve elődöntőig jutott. Első döntőjét a franciaországi Valescureben játszotta.

### 2004-2006
A juniorként óriási tehetségként számon tartott Tsonga 2004-ben lépett be a professzionális teniszezők közé.
Erről azután döntött, hogy 2003-ban, a döntőben Márkosz Pagdatíszt legyőzve, megnyerte a US Open juniorversenyét, és az esztendő végén a világranglista 2. helyét foglalta el.

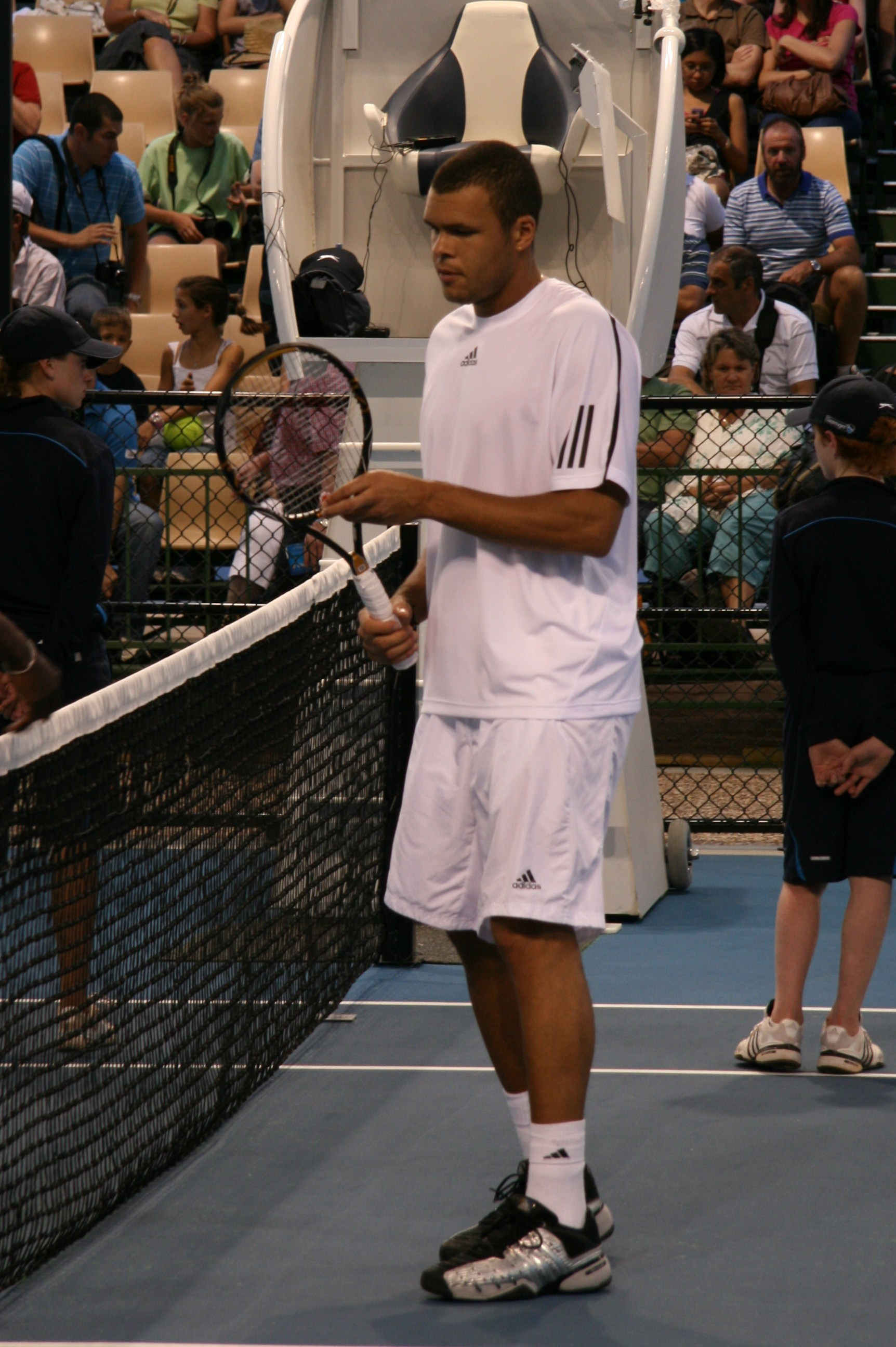
Jo-Wilfried Tsonga

Profi karrierje kezdetén elsősorban Futures és Challenger tornákon indult, melyek közül hármat meg is nyert: a lanzarote-i Futures, valamint a nottingham-i és a togliatti Challenger-tornát.
Az ilyen kategóriájú versenyeken összesen 29 mérkőzést nyert és csak 16-ot veszített el az év során.
Szeptemberben bemutatkozott az ATP-sorozatban is, ahol két jelentős győzelmet aratott: Pekingben a világ akkori 6. legjobb játékosát, Carlos Moyàt, Párizsban pedig, hazai közönség előtt, a 30. helyezett Mario Ancicot győzte le az első fordulóban.
Eredményeinek köszönhetően az év végéig több, mint 200 helyet jött előre az ATP világranglistáján.
Az év végén porckorongsérvet diagnosztizáltak nála, az orvosok többségének az volt a véleménye, hogy sosem fog tudni újra profi szinten teniszezni.
Porckorongsérvéből felépülve Tsonga öt hónapos kihagyás után, 2005 márciusában térhetett vissza a pályára. Az esztendő során azonban további sérülések akadályozták a játékban, ezért mindössze 8 tornán indulhatott el. Az év során többször küzdött vállsérüléssel, majd októbertől újra több hónapos kihagyásra kényszerült hát-, illetve hasizom-problémák miatt.
Az év végére jelentősen visszaesett a világranglistán is, kicsúszott az első 300 teniszező közül.
Amikor egészséges volt Futures és Challenger tornákon versenyzett, melyek közül kettőt – a mexikói Leónban rendezett Challenger tornát és a fedett pályás saint-dizier-i Futures versenyt – meg is nyert. Májusban szabadkártyásként elindulhatott a Roland Garroson, ahol az amerikai Andy Roddick győzte le az első fordulóban (3–6, 2–6, 4–6).
Sérülése miatt csak februárban lépett először pályára 2006-ban: a bergamoi, illetve a besançon-i Challenger tornákon versenyzett, de a két tornán összesen csak egy meccset tudott nyerni.
Márciusban és áprilisban viszont kitűnő formában versenyzett: négy egymás követő tornán egyaránt a döntőig jutott, melyek közül hármat meg is nyert. Győzött Lilleben, és a Bathban rendezett mindkét Futures versenyen. Tornagyőzelmeinek köszönhetően május 1-jéig a világranglista 259. helyéig kapaszkodott fel.
Májusban kiújultak hát-, illetve hasproblémái, ami miatt újra hosszú heteket kellett kihagynia, legközelebb szeptember közepén térhetett vissza. Októberben megnyerte a rennes-i Chellenger tornát, ezzel négyre növelte a 2006-ban szerzett tornagyőzelmei számát. Az esztendő során Futures és Challenger versenyeken 37 mérkőzést nyert meg és mindössze 3-at veszített el.
Az évet a világranglista 212. helyén zárta.

## A legjobbak között

### 2007 – az áttörés éve
Tsonga korán kezdte a 2007-es szezont: már az első héten elindult egy Challenger tornán Új-Kaledónia fővárosában, Nouméán, ahol azonban rögtön az első fordulóban kiesett. Az év első Grand Slam-tornáján, az Ausztrál Openen szabadkártyával indulhatott, és az első fordulóban rögtön egy kiemelttel – élete első felnőtt Grand Slam-mérkőzéséhez hasonlóan –, a 7. helyen rangsorolt Andy Roddickkal került szembe. Bár a mérkőzést Tsonga négy játszmában elveszítette (7–6(18), 6–7(2), 2–6, 3–6), egy kisebbfajta rekordot így is magáénak tudhat: az első szettet lezáró tie-break, melyet 20-18-ra megnyert, a torna történetének leghosszabb rövidített játéka lett.

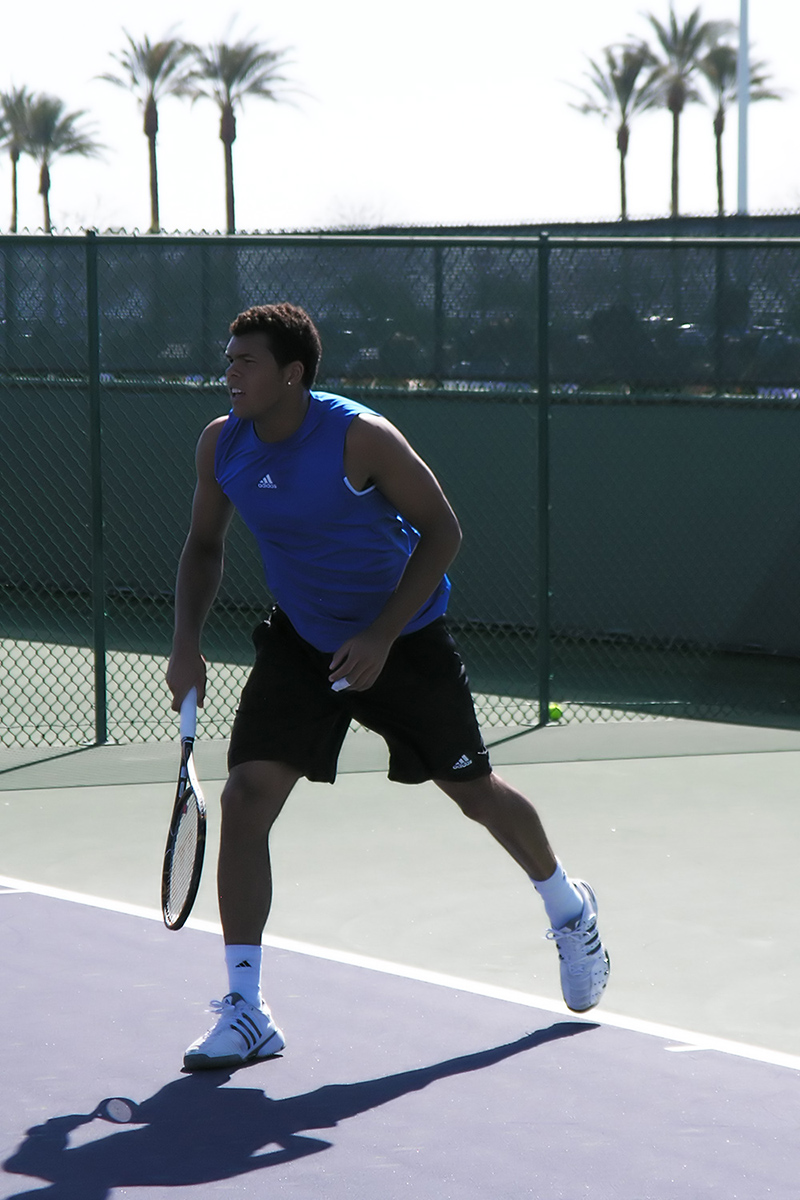
Tsonga edzés közben

A következő három hónap során többnyire Challenger tornákon indult, március közepétől április végéig öt versenyéből négyet megnyert. Kemény borításon győzött Tallahasseeben, Mexikóvárosban és Lanzarote-n, valamint a fedett pályás poitiers-i Futures versenyen. Június elején, Surbitonban újabb tornagyőzelmet aratott, a döntőben Ivo Karlovicot legyőzve (6–3, 7–6(4)). A surbiton-i Challenger tornával egyidőben a nagy presztízsű Queen's Club Championship selejtezőjében is versenyzett és kiharcolta a főtáblára kerülést. A torna 2. fordulójában Tsonga legyőzte a címvédő, korábbi világelső Lleyton Hewittot két szoros játszmában (7–6(5), 7–6(2)). Ez volt pályafutása legjelentősebb győzelme azóta, hogy 2004-ben a China Open-en legyőzte Carlos Moyat. Bár a következő fordulóban három játszmában kikapott Marin Cilictől (6–4, 3–6, 2–6), kitűnő szereplését a wimbledoni szervezők szabadkártyával jutalmazták. Tsonga élt a lehetőséggel: nála magasabban rangsorolt játékosokat – Julien Benneteau-t, Nicolás Lapenttit és Feliciano Lopezt – legyőzve bejutott a füves pályás Grand Slam-torna 4. körébe, ahol végül honfitársa, Richard Gasquet állította meg (4–6, 3–6, 4–6). Három megnyert mérkőzésével 150 ATP-ranglista pontot szerzett, mely azt jelentette, hogy életében először bekerült a világ 100 legjobb teniszezője közé.
Ranglistás helyezése lehetővé tette számára, hogy az esztendő hátralevő részében már csak ATP-tornákon induljon. Augusztus végén, profi karrierje során először, elindult a US Openen. Ez volt az első alkalom karrierje során, hogy egy Grand Slam-tornán automatikusan a főtáblára került. A második fordulóban négy játszmában (7–6(2), 2–6, 7–5, 6–4) győzött a visszavonulása előtt álló angol Tim Henman ellen. A következő körben a világranglista 2. helyezettje, Rafael Nadal volt az ellenfele, aki 2 óra és 3 perc alatt 6–7(3), 2–6, 1–6 arányban legyőzte.
Októberben minden héten versenyzett: négy tornán lépett pályára, mindannyiszor a játékstílusának leginkább kedvező fedett pályán. Metzben, a negyeddöntőig jutott, ahol Andy Murray állította meg (3–6, 3–6), a következő héten Moszkvában azonban máris az első fordulóban kikapott – Nyikolaj Davigyenkótól (6–7(0), 2–6). Lyonban, szőnyegborításon – miután a 2. fordulóban visszavágott Richard Gasquetnek a Wimbledonban elszenvedett vereségért (6–4, 6–4) – pályafutása során első alkalommal jutott be ATP-torna elődöntőjébe, ahol korábbi párospartnere Sebastien Grosjean győzte le. A párizsi mesterverseny második körében ismét összefutott Gasquet-val – ebben az évben immár harmadszor –, aki ezúttal két játszmában legyőzte őt (5–7, 6–7(3)). Ez volt Tsonga utolsó mérkőzése 2007-ben, az évet – folyamatos megbízható játékának köszönhetően – a világranglista 43. helyén fejezte be. (~> Tsonga összes meccse 2007-ben)

### 2008
2008 volt profi karrierjének eddigi legsikeresebb éve. Az Ausztrál Openen bejutott élete első felnőtt Grand Slam-döntőjébe, 2008. november 3-án pedig, a Paris Masters megnyerése után bekerült az első tíz közé a világranglistán.
Az év elején két felvezető tornán indult el: Adelaideben – többek között Lleyton Hewittot legyőzve – az elődöntőig jutott, ahol a finn Jarkko Nieminen állította meg (2–6, 4–6); Sydneyben ellenben már az első fordulóban kiesett – Andreas Seppi győzte le három játszmában (6–3, 3–6, 2–6).

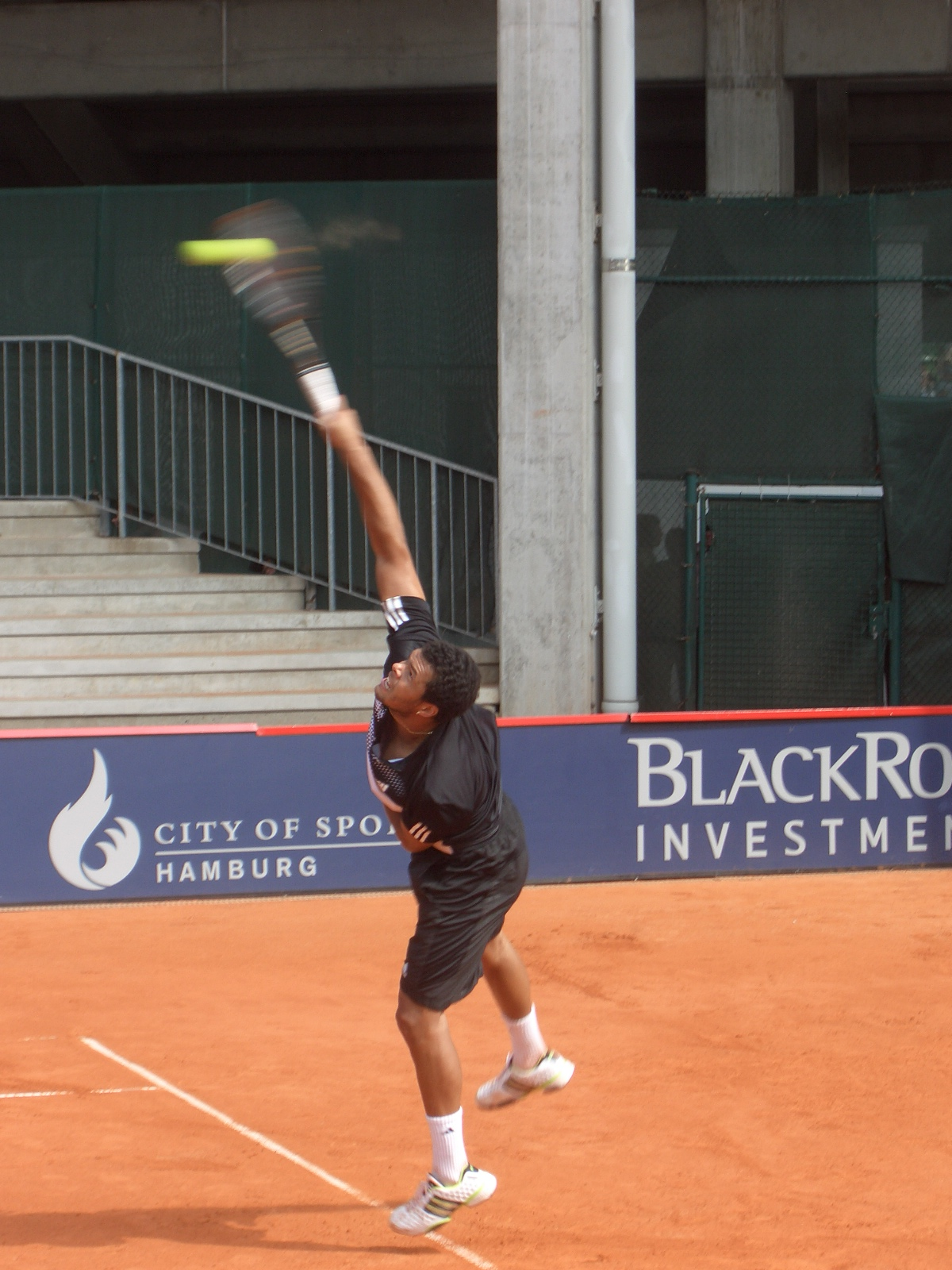
Tsonga a 2008-as Hamburg Mastersen

Az Ausztrál Openen rögtön a nyitófordulóban óriási meglepetést okozott azzal, hogy négy játszmában (7–5, 6–4, 0–6, 7–6(5)) kiejtette a torna 9. kiemeltjét, a titkos favorit Andy Murrayt.
A legjobb 16 között Richard Gasquet ellen 195 perces meccsen győzött 6–2, 6–7(5), 7–6(6), 6–3 arányban – 2–2-re alakítva ezzel egymás elleni mérkőzéseik mérlegét –, majd a negyeddöntőben az orosz Mihail Juzsnijon lépett túl három szettben (7–5, 6–0, 7–6(6)). Az elődöntőben, a 2. kiemelt Rafael Nadallal találkozott, aki ellen prezíc szerváinak, agresszív alapütéseinek, valamint kiváló hálójátékának köszönhetően kevesebb, mint 2 óra alatt szenzációs győzelmet aratott (6–2, 6–3, 6–2). 
 Ez a siker a világon minden teniszbarát számára ismertté tette a nevét. A mérkőzés után Nadal így nyilatkozott: „Ha az ember valaki olyantól kap ki, aki jobb nála, azt alázattal kell viselni. (...) Talán szerválhattam volna jobban (...), de az igazság az, hogy elsöpört, mint egy lavina, amit nem lehetett megállítani.” Tsonga úgy jutott be az Ausztrál Open fináléjába, hogy korábban még egyetlen ATP-döntőt sem játszott – ez a bravúr utoljára Gustavo Kuertennek sikerült az 1997-es Roland Garroson. A döntőben Novak Đoković volt az ellenfele, aki ellen ugyan 6-4-re megnyerte az első játszmát, de végül négy szettben kikapott. Veresége ellenére Tsonga nem volt elégedetlen, hiszen Grand Slam-tornákon elért legjobb eredményét így is túlszárnyalta – ezt megelőzően még a 4. fordulón sem jutott túl. Sikerével 18 helyet javítva, a 20. helyre jött fel a világranglistán.
Februárban, Románia ellen bemutatkozott a francia Davis-kupa-csapatban: a negyedik mérkőzésen 6–7(2), 6–4, 6–4, 6–4 arányban győzött Victor Hănescu ellen.
Az esztendő első mesterversenyén, Indian Wellsben 4. fordulóig menetelt, ahol újra összefutott Rafael Nadallal, aki ezúttal egy rendkívül kiélezett, több, mint 3 órás csatában legyőzte őt (7–6(4), 6–7(3), 5–7). Miamiban nagy meglepetésre már a 3. fordulóban kikapott honfitársától, Julien Benneteau-tól, a világranglista akkori 72. helyezettjétől (3–6, 3–6). Legközelebb májusban, a római és a hamburgi salakos mesterversenyeken lépett pályára, de egyik tornán sem tudta megközelíteni év eleji formáját: előbbin az első, utóbbin a második fordulóban esett ki.
Casablancán ellenben, hasonló borításon egészen az elődöntőig menetelt, ahol a papírforma alapján Gilles Simon ellen is esélyesnek számított, de térdsérülése miatt fel kellett adnia a mérkőzést. Május 27-én műtétet hajtottak végre a jobb térdén, ami után három hónapot kellett pihennie, így nem indulhatott el a Roland Garroson, Wimbledonban és a Pekingi Olimpián sem. „Frusztrált vagyok és szomorú (...), arról álmodtam, hogy játszhatok a Roland Garroson, jó formában leszek (...), és nem ez az első alkalom, hogy egy sérülés közbeszól, de megpróbálok ebből ismét erőt meríteni” – nyilatkozta Tsonga a műtétet megelőzően.
Tsonga végül a US Openig térhetett vissza, ahol a harmadik körig jutott: a spanyol Tommy Robredo győzte le három szettben (6–7(2), 2–6, 3–6).
Az ősz során Tsonga ismét magára talált. A bangkoki Thailand Openen bejutott harmadik ATP-torna elődöntőjébe az évben, majd ott Gaël Monfilst legyőzve (6–3, 6–0), pályafutása második ATP-döntőjébe is. A döntőben Novak Đoković ellen diadalmaskodott 7–6(4), 6–4-re, ezzel megszerezte karrierje első ATP-tornagyőzelmét. Bár a Madrid Masters második fordulójában 4–6, 1–6-ra kikapott Roger Federertől, a következő héten, a lyoni fedett pályás Grand Prix-n újra eljutott az elődöntőig. Döntőbe jutnia azonban nem sikerült, Julien Benneteau ismét legyőzte, (6–7(4), 5–7). A Paris Mastersen egészen a döntőig menetelt, legyőzve Novak Đokovićot, Andy Roddickot és James Blaket is. A David Nalbandian ellen vívott döntőben – mely 2008-ban a Canal+ francia tévécsatorna második legnézettebb vasárnapi sportműsora lett – 6–3, 4–6, 6–4-re nyert, és megszerezte élete első Masters-tornagyőzelmét. Győzelmével Tsonga 100 ranglistapontot gyűjtött, és ezzel öt pozíciót javítva a 7. helyre lépett előre az éves pontversenyben (ATP-Race), amivel életében először kvalifikálta magát az évzáró Tennis Masters Cupra. A csoportmérkőzések során Tsonga a szerb Novak Đokovićcal, az orosz Nyikolaj Davigyenkóval és az argentin Juan Martín del Potróval került egy csoportba („Arany csoport”), és 2 vereség mellett 1 győzelmet aratott. Bár harmadik mérkőzésén 1-6, 7-5, 6-1-re győzött Đoković ellen, a csoportban ketten is megelőzték, így nem jutott be az elődöntőbe.
Térdsérülése után pontszerző versenyeken 16 győzelem mellett mindössze 4 alkalommal szenvedett vereséget. A legjobb 10 közé tartozó teniszezők ellen 8-5-ös mérleget produkált. Az évet 2050 ponttal, a világranglista 6. helyén zárta, ezzel ő lett a legmagasabban rangsorolt francia teniszező. (~> meccsei 2008-ban)

### 2009
Az év elején ismét elindult Brisbaneben, ahol ezúttal a negyeddöntőig jutott, Richard Gasquet ellen szettelőnyből szenvedett vereséget (6-1, 4-6, 2-6). Mégsem távozott üres kézzel Brisbaneből, hiszen Marc Gicquellel az oldalán megnyerte a torna párosversenyét, a döntőben a Mischa Zverev / Fernando Verdasco német-spanyol kettőst legyőzve (6-4, 6-3). A következő héten Sydney-ben szintén bejutott a legjobb 8 közé, ahol azonban Jarkko Nieminen ellen visszalépett a mérkőzés előtt. Az Ausztrál Openen mindössze két szettet veszítve jutott be pályafutása második Grand Slam-negyeddöntőjébe, ahol azonban a remek formában lévő Fernando Verdasco megállította (6-7(2), 6-3, 3-6, 2-6), így nem tudta megismételni 2008-as szereplését. Az így elveszített pontoknak köszönhetően a világranglistán is hátrébb csúszott, a 14. helyre. Az Ausztrál Opent követő héten Tsonga nem pihent, hanem elindult a johannesburgi SA Tennis Openen, ahol első kiemeltként jutott be a döntőbe, melyet honfitársa, Jérémy Chardy ellen meg is nyert 6-4, 7-6(5)-re, megszerezve ezzel élete harmadik tornagyőzelmét az ATP World Tour-sorozatban.

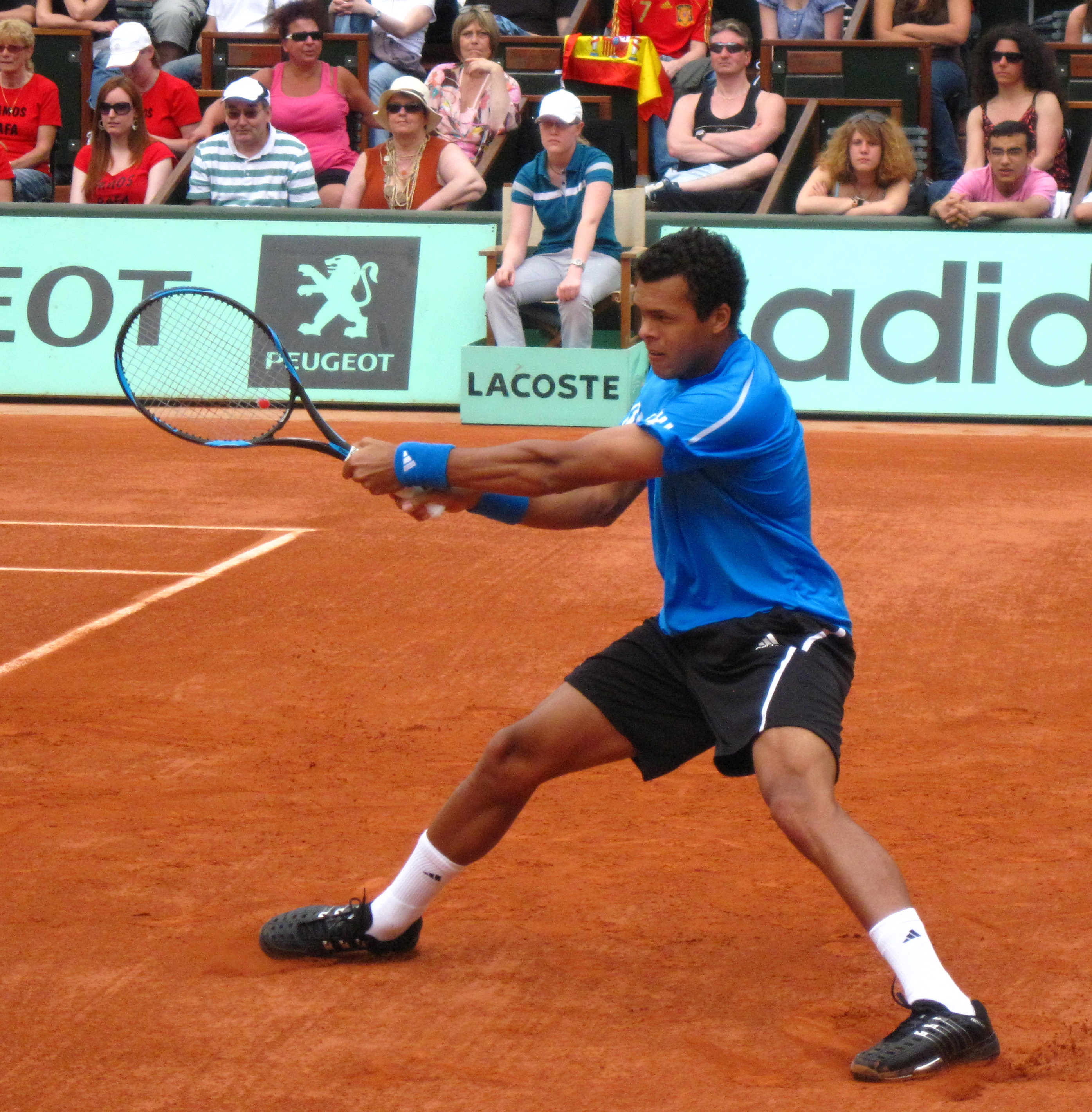
A 2009-es Roland Garroson

Februárban még két további tornán lépett pályára, mindkétszer teremben, kemény borításon. Rotterdamban ismét negyeddöntőbe jutott – ebben az évben immár ötödször –, ahol azonban az immár világelső Rafael Nadal három játszmában megállította (4-6, 7-6(5), 4-6). A következő héten Marseilleben újabb tornagyőzelmez szerzett, pályafutása során a negyediket: az elődöntőben legyőzte Novak Đokovićot, majd a döntőben Michael Llodra ellen nyert 7-5, 7-6(3)-ra. Tsonga az év első két hónapjában minden alkalommal eljutott legalább a negyeddöntőig, hat tornán összesen 20 győzelmet aratott, és mindössze 4 mérkőzést veszített el.
Március elején ismét pályára lépett a francia nemzeti csapatban Csehország ellen, a Davis-kupa 1. fordulójában. Tsonga az első és az utolsó egyes mérkőzést vívta, és bár Radek Stepaneket és Jan Hernychet is legyőzte, Franciaország összesítésben mégis 3-2 vereséget szenvedett.
Indian Wellsben csak a harmadik körig jutott, az orosz Igor Andrejev búcsúztatta két szettben (5-7, 4-6), majd Miamiban már a negyeddöntőig menetelt, ahol Novak Đoković állította meg két játszmában (3-6, 4-6).
A salakos idényt Rómában kezdte, ahol rögtön az első körben kikapott a már-már mumusának számító Richard Gasquettől (6-7(2), 4-6), majd a Madrid Mastersen is csak a 2. fordulóig jutott, ahol Ivan Ljubičić győzte le (4-6, 5-7). A düsseldorfi csapat-világbajnokságon ismét pályára lépett hazája színeiben, de hiába nyert meg három mérkőzéséből kettőt – Andreas Vinciguerra ellen 4-6, 6-3, 6-4-re, és Robby Ginepri ellen 3-6, 6-2, 6-4-re –, mert a csapat két másik tagja – Gilles Simon és Jérémy Chardy – mindhárom mérkőzését elveszítette, így Franciaország győzelem nélkül, a németek, a svédek és az amerikaiak mögött a csoport utolsó helyén végzett. A Roland Garroson 2005 óta először indult el, és három győzelmet aratva, bejutott a torna negyedik fordulójába, ahol azonban az argentin Juan Martín del Potro ellen nem sikerült nyernie (1-6, 7-6(5), 1-6, 4-6).
Ezt követően a hallei füvespályás felvezető tornán indult el, ahol azonban csak a 2. körig jutott, a későbbi bajnok Tommy Haastól kapott ki 3-6, 6-7(3)-re. Wimbledonban egy év kihagyás után szerepelt újra és a harmadik fordulóig jutott, ahol – az összesen 47 ászt ütő – Ivo Karlović ellen négy játszmában szenvedett vereséget, úgy, hogy a négyből három szett tie-breakkel ért véget (6-7(5), 7-6(5), 5-7, 6-7(5)). Bár Washingtonban még kiesett a második fordulóban, a következő héten Montréalban már az elődöntőig jutott, ráadásul úgy, hogy a negyeddöntőben Roger Federer ellen döntő szett 1-5-ről fordított és nyert 7-6(5), 1-6, 7-6(3)-ra. Az elődöntőben a remekül védekező Andy Murray végül megállította (4-6, 6-7(8)).
A US Openen a 4. körig jutott, ahol Fernando Gonzalez győzte le négy játszmában (6-3, 3-6, 6-7(3), 4-6). Legközelebb szemptember közepén a Davis-kupában, a francia csapat tagjaként lépett pályára Hollandia ellen. Tsonga két egyes győzelemmel (Jesse Huta Galung és Thiemo de Bakker ellen) járult hozzá hazája bennmaradásához a Világcsoportban.
Ezt követően két ázsiai tornán vett részt: Bangkokban az elődöntőig jutott, majd Tokyo-ban megszerezte pályafutása ötödik tornagyőzelmét, a döntőben Mihail Juzsnij legyőzve (6-3, 6-3).

## Játékstílusa
Tsonga alapvetően támadó szellemű teniszező, játéka elsősorban bombaerős és prezíc szerváira, valamint kemény alapütéseire épül. Mind tenyeres, mind fonák oldalról képes irányítani és a pályáról leszorítani ellenfelét, majd nyerőütéssel befejezni egy-egy labdamenetet. Amellett, hogy kiválóan mozog az alapvonalon, gyakran tűnik fel a hálónál is, ahol remek érzékkel röptézik. Azon kevés játékosok egyike, akik hatékonyan és eredményesen képesek szerva-röptét is játszani. Kvalitásai a gyors borításokon érvényesülnek leginkább, eddigi legnagyobb sikereit keménypályás versenyeken érte el.
Játéka gyakran rapszodikus, akár egy-egy játékon belül is képes egyszerre bámulatos ütésekre és buta hibák elkövetésére. Erre jó példa
a 2009-es Canada Masters negyeddöntője, ahol Roger Federer ellen, a zseniális játékkal, 7–6-ra megnyert első szett után, közel két játszmán keresztül teljesen dekoncentráltan teniszezett. A döntő játszma végén Tsonga ismét feltámadt, 1–5-ről egyenlített, és végül rövidítésben nyerte meg a szettet, és ezzel a meccset is (7–6(5), 1–6, 7–6(3)).
A játék során gyakran nyilvánítja ki érzéseit: sokszor látványosan, de sportszerűen örül egy-egy megnyert labdamenet után, amivel képes lázba hozni a közönséget. Ugyanakkor mindig tiszteli ellenfelét a pályán és a pályán kívül is, a kritikus helyzetekben pedig meg tudja őrizni hidegvérét. Elmondása szerint: „Higgadtságomat és nyugalmamat édesanyámtól, a körülöttem levő emberek és a szabályok tiszteletét, valamint fizikai erőmet édesapámtól örököltem.”

## Statisztikák

### Éves statisztikák
|                         | 2004   | 2005   | 2006   | 2007    | 2008      | 2009**  |
| ----------------------- | ------ | ------ | ------ | ------- | --------- | ------- |
| Nyert-vesztett meccsek* | 11-6   | 0-3    | 3-2    | 14-10   | 34-14     | 36-14   |
| Világranglista-helyezés | 163    | 338    | 212    | 43      | 6         | 7       |
| Pénzdíjazás (dollár)    | 53 127 | 28 134 | 21 760 | 318 615 | 1 695 138 | 815 575 |

* ATP World Tour-mérkőzéseken

** 2009. augusztus 24-én

### Mérlege a legjobbak ellen
| Ellenfél              | Nyert-vesztett meccsek* |
| --------------------- | ----------------------- |
| Roger Federer         | 1-1                     |
| Rafael Nadal          | 1-3                     |
| Novak Đoković         | 4-2                     |
| Andy Murray           | 1-2                     |
| Andy Roddick          | 1-2                     |
| Juan Martín del Potro | 0-3                     |
| Nyikolaj Davigyenko   | 0-2                     |
| Gilles Simon          | 2-1                     |

 * 2009. augusztus 23-ig bezárólag

## Grand Slam-tornák
| Verseny                | 2004 | 2005 | 2006 | 2007 | 2008 | 2009 | 2010 | Nyert-vesztett |
| ---------------------- | ---- | ---- | ---- | ---- | ---- | ---- | ---- | -------------- |
| Ausztrál Open          | A    | A    | A    | 1k   | D    | 1/4D | 1/2D | 10–3           |
| Roland Garros          | A    | 1k   | A    | A    | A    | 4k   | A    | 3–2            |
| Wimbledon              | A    | A    | A    | 4k   | A    | 3k   | A    | 5–2            |
| US Open                | A    | A    | A    | 3k   | 3k   | 4k   | A    | 7–3            |
| Nyert-vesztett meccsek | 0–0  | 0–1  | 0-0  | 5–3  | 8–2  | 12–4 | 5-1  | 30–11          |

### Döntői Grand Slam-tornákon
Elveszített döntők (1)
| Év   | Verseny       | Ellenfél              | Eredmény              |
| 2008 | Ausztrál Open | Novak Đoković (szerb) | 6-4, 4-6, 3-6, 6-7(2) |

## Győzelmei ATP-tornákon
| Összesítés                                            | Összesítés |
| ----------------------------------------------------- | ---------- |
| Grand Slam-torna                                      | (0)        |
| ATP World Tour Masters 1000 / ATP Masters Series      | (1)        |
| ATP World Tour 500 Series / International Series Gold | (1)        |
| ATP World Tour 250 Series / International Series      | (1)        |
| ATP World Tour Finals / Tennis Masters Cup            | (3)        |

### Egyéni (5)
|   | Dátum                | Torna                        | Borítás        | Ellenfél a döntőben        | Eredmény a döntőben |
| 1 | 2008. szeptember 28. | Thailand Open, Bangkok       | Fedett, kemény | Novak Đoković              | 7–6(4), 6–4         |
| 2 | 2008. november 2.    | BNP Paribas Masters, Párizs  | Kemény         | David Nalbandian           | 6–3, 4–6, 6–4       |
| 3 | 2009. február 8.     | SA Tennis Open, Johannesburg | Kemény         | Jérémy Chardy              | 6–4, 7–6(5)         |
| 4 | 2009. február 22.    | Open 13, Marseille           | Fedett, kemény | Michäel Llodra             | 7–5, 7–6(3)         |
| 5 | 2009. október 5.     | Tokió, Japán                 | kemény         | Mihail Mihajlovics Juzsnij | 6–3, 6–3            |

### Páros (4)
|   | Dátum             | Torna                              | Borítás | Partner            | Ellenfél a döntőben                                 | Eredmény a döntőben |
| 1 | 2007. október 29. | Grand Prix de Tennis de Lyon, Lyon | Szőnyeg | Sébastien Grosjean | Łukasz Kubot (lengyel) / Lovro Zovko (horvát)       | 6–4, 6–3            |
| 2 | 2008. január 13.  | Medibank International, Sydney     | Kemény  | Richard Gasquet    | Bob Bryan (amerikai) / Mike Bryan (amerikai)        | 4–6, 6–4, 11–9      |
| 3 | 2009. január 11.  | Brisbane International, Brisbane   | Kemény  | Marc Gicquel       | Fernando Verdasco (spanyol) / Mischa Zverev (német) | 6–4, 6–3            |
| 4 | 2009. október 18. | Shanghaj, Kína                     | kemény  | Julien Benneteau   | Mariusz Fyrstenberg Marcin Matkowski                | 6–2, 6–4            |